# سيباستيان فرايز
سيباستيان فرايز (بالألمانية: Sebastian Fries)‏ هو لاعب كرة قدم ألماني، ولد في 24 يناير 1993 في كارلشتات آم ماين في ألمانيا. لعب مع كارل زايس يينا.

## وصلات خارجية
- سيباستيان فرايز على موقع قاعدة بيانات كرة القدم.إي يو (الإنجليزية)
- سيباستيان فرايز على موقع بيانات كرة القدم. دي إي (الألمانية)